# Formula 1: Hajsza a túlélésért
A Formula 1: Hajsza a túlélésért (eredeti cím: Formula 1: Drive to Survive) egy dokumentumfilm-sorozat, ami a Formula 1 Group és a Netflix koprodukciójában készül. Az epizódok dramatizálva mutatják be egy-egy Formula–1-es bajnokság eseményeit, egy-egy évad mindig egy szezont foglal magába. A sorozat 2019. március 8-án debütált a Netflixen, és azóta elkészült a második és harmadik évad is. Utóbbi hazánkban már magyar szinkronnal debütált, melyben két magyar Formula–1-es kommentátor, Szujó Zoltán és Wéber Gábor is közreműködtek. A sorozat hetedik évada a 2024-es világbajnokságról 2025. márciusában jelent meg.

## Megalkotása
2018 márciusában a Formula 1 Group bejelentette, hogy szerződést kötöttek a Netflixszel annak érdekében, hogy egy tíz epizódból álló minisorozatot készítsenek, és ennek keretén belül dokumentálják a 2018-as Formula-1-es világbajnokság történéseit. Ebbe nem egyezett bele minden csapat, éppen a két legnagyobb, a Mercedes és a Ferrari voltak azok, akik elzárkóztak, így a sorozat úgy készült el, hogy őket kihagyták a mélyebb elemzésekből (bár természetesen felbukkannak a sorozatban). Mivel a sorozat készítői amerikaiak, így az amerikai háttérrel induló Haas csapat kiemelt helyen szerepel benne.
Ugyan valós eseményeket dolgoz fel, azokat sok esetben kissé túldramatizálva jelenítik meg.
A sorozat nagy népszerűséget ért el, így ennek megfelelően berendelték a folytatást, méghozzá mind a tíz csapat részvételével.

## Szereplők
| Szereplő         | Magyar hang                                         |
| ---------------- | --------------------------------------------------- |
| Lewis Hamilton   | Moser Károly                                        |
| Sebastian Vettel | Hám Bertalan                                        |
| Kevin Magnussen  | Hám Bertalan                                        |
| Charles Leclerc  | Samudovszky Adrian                                  |
| Lando Norris     | Samudovszky Adrian (1. hang) Czető Roland (2. hang) |
| Daniel Ricciardo | Kenéz Ágoston                                       |
| Max Verstappen   | Kovács Máté                                         |
| Pierre Gasly     | Boldog Gábor                                        |
| Alexander Albon  | Czető Ádám                                          |
| Romain Grosjean  | Bergendi Áron                                       |
| George Russell   | Bergendi Áron                                       |
| Nico Hülkenberg  | Váradi Gergely                                      |
| Carlos Sainz Jr. | Penke Bence (1. hang Szatory Dávid (2. hang)        |
| Robert Kubica    | Hamvas Dániel                                       |
| Cunoda Júki      | Berkes Bence                                        |
| Mick Schumacher  | Baráth István                                       |
| Jost Capito      | Czvetkó Sándor                                      |
| Christian Horner | Király Adrián                                       |
| Claire Williams  | Solecki Janka                                       |
| Toto Wolff       | Galbenisz Tomasz                                    |
| Cyril Abiteboul  | Rohonyi Barnabás                                    |
| Günther Steiner  | Fazekas István (1. hang) Kárpáti Levente (2. hang)  |
| Flavio Briatore  | Epres Attila                                        |
| Gene Haas        | Németh Gábor (1. hang) Törköly Levente (2. hang)    |
| Helmut Marko     | Németh Gábor (1. hang) Törköly Levente (2. hang)    |
| Niki Lauda       | Vass Gábor (1. hang) Jakab Csaba (2. hang)          |
| Alain Prost      | Vass Gábor (1. hang) Jakab Csaba (2. hang)          |
| Chloe Albon      | Kereki Anna                                         |
| Will Buxton      | Kisfalusi Lehel                                     |
| Kommentátorok    | Szujó Zoltán                                        |
| Kommentátorok    | Wéber Gábor                                         |

A magyar változatot a Mafilm Audio Kft. készítette.

## Kritikák
A sorozatot kritizálók egyik legfőbb érve, hogy a Netflix csapat sokszor túldramatizálja a történteket, és ezt maguk a versenyzők is észrevették. Ennek okán Max Verstappen több évadban sem volt hajlandó a kamerák előtt beszélni, ám a készítők ígéretet tettek, hogy hűebbek lesznek a valósághoz. Ezért 2023-tól az aktuálisan regnáló világbajnok is visszatért.

## Epizódok
| Évad | Évad | Epizódok | Eredeti sugárzás  | Eredeti sugárzás  | Eredeti adó       | Magyar sugárzás   | Magyar sugárzás  | Magyar adó |
| Évad | Évad | Epizódok | Évadpremier       | Évadfinálé        | Eredeti adó       | Évadpremier       | Évadfinálé       | Magyar adó |
| ---- | ---- | -------- | ----------------- | ----------------- | ----------------- | ----------------- | ---------------- | ---------- |
|      | 1.   | 10       | 2019. március 8.  | 2019. március 8.  |                   | 2019. március 8.  | 2019. március 8. |            |
|      | 2.   | 10       | 2020. február 28. | 2020. február 28. | 2020. február 28. | 2020. február 28. |                  |            |
|      | 3.   | 10       | 2021. március 19. | 2021. március 19. | 2021. március 19. | 2021. március 19. |                  |            |
|      | 4.   | 10       | 2022. március 11. | 2022. március 11. | 2022. március 11. | 2022. március 11. |                  |            |
|      | 5.   | 10       | 2023. február 24. | 2023. február 24. | 2023. február 24. | 2023. február 24. |                  |            |
|      | 6.   | 10       | 2024. február 23. | 2024. február 23. | 2024. február 23. | 2024. február 23. |                  |            |
|      | 7.   | 10       | 2025. március 7.  | 2025. március 7.  | 2025. március 7.  | 2025. március 7.  |                  |            |

### 1. évad (2019)
| Sor. | Év. | Cím                                         | Premier                           |
| --- | --- | ------------------------------------------- | --------------------------------- |
| 1. | 1.  | Mindent bele (All to Play For)              | 2019. március 8. 2019. március 8. |
| Daniel Ricciardo, a Red Bull pilótája a szezonnyitó ausztrál nagydíjra készül, amelyet mindennél fontosabbnak talál. Ugyan büntetést kap, de még így is a negyedik helyen ér célba. Eközben a Haas, amely remek teljesítményt nyújt, elhibázott boxtaktikával teszi tönkre versenyét. |     |                                             |                                   |
| 2. | 2.  | Spanyolország királya (The King of Spain)   | 2019. március 8. 2019. március 8. |
| Carlos Sainz, a fiatal spanyol tehetség mesél két példaképéről: a honfitárs Fernando Alonsóról, és raliversenyző apjáról. Előbbivel éppen a spanyol versenyen kerül éles csatába. Azerbajdzsánban Verstappen és Ricciardo tönkreteszik egymás versenyét, aminek következményei lesznek, így Christian Hornernek kell közbelépnie. |     |                                             |                                   |
| 3. | 3.  | Beváltás (Redemption)                       | 2019. március 8. 2019. március 8. |
| Ricciardo úgy kezdi meg a versenyt Monacóban, hogy a Red Bulltól való távozáson gondolkodik. Egy szabadedzésen történt baleset miatt Verstappen nem vesz részt az időmérő edzésen, így az utolsó helyről indul. Ricciardo pole pozícióból vezeti a versenyt, ám féltávnál elromlik az autójában a motor, és Sebastian Vettellel csatázva kell megvédenie elsőségét. Eközben a Williams kétségbeesetten küzd a pontszerzésért. |     |                                             |                                   |
| 4. | 4.  | A háború művészete (The Art of War)         | 2019. március 8. 2019. március 8. |
| Christian Horner nyíltan elkezdi becsmérelni Cyril Abiteboul előtt a Renault motort. Abiteboul-nak nem tetszik, hogy a nyilvánosság előtt teszi a dehonesztáló kijelentéseket, Horner viszont elégedetlen a franciák teljesítményével és főleg a megbízhatósággal. Végül kenyértörésre kerül a sor és bejelentik, hogy a következő évtől a Red Bull Honda motorokkal versenyez. Ricciardo, aki úgy éli meg, hogy a csapat Verstappent favorizálja, és a Honda-motorokat is megbízhatatlannak tartja, aláír a Renault-hoz. Ugyan Horner támogatásáról biztosítja, mégis úgy érzi, elszigetelődött a csapaton belül. A manőverrel Sainz szerződés nélkül marad... |     |                                             |                                   |
| 5. | 5.  | Gondok a csúcson (Trouble at the Top)       | 2019. március 8. 2019. március 8. |
| A brit nagydíj előtt két csapat más-más nehézségekkel küzd. A McLaren éléről leköszön Eric Boullier, miután csak küszködnek, a helyére Zak Brown kerül, aki eltökélt a csapat újjáépítésében. A Force India főnöke, Vijay Maliya anyagi problémákkal küszködik, légitársasága 2013-as csődje óta, és azután, hogy épp a McLareneket előzik meg a konstruktőri bajnokságban a hatodik helyért, a csapat csődeljárás alá kerül. |     |                                             |                                   |
| 6. | 6.  | Mindent vagy semmit (All or Nothing)        | 2019. március 8. 2019. március 8. |
| A Force India megmenekül, amikor egy milliárdos, Lawrence Stroll felvásárolja. Ez azzal jár, hogy fiát, Lance Strollt is a csapathoz akarja szerződtetni. Csakhogy ehhez valamelyik mostani versenyzőt kell kirúgnia az év végén: vajon Sergio Perez vagy Esteban Ocon lesz az? A két pilóta öldöklő versenybe kezd, hogy megtarthassák ülésüket, mely végül Pereznek sikerül. Ocon kétségbeesetten próbál más csapatokat meggyőzni arról, hogy szerződtessék. |     |                                             |                                   |
| 7. | 7.  | Tartsd meg a helyed (Keeping Your Head)     | 2019. március 8. 2019. március 8. |
| Romain Grosjean, a Haas csapat francia pilótája számára nehezen indul a szezon. A tulajdonos Gene Haas és a csapatfőnök Günther Steiner azon vannak, hogy mielőbb összeszedje magát fejben. A közelgő francia nagydíj jó alkalom lehetne erre, de Grosjean itt is hibázik. Steiner bevallja, hogy bár megbízik benne, de elgondolkodott azon, hogy mást szerződtessen a helyére. |     |                                             |                                   |
| 8. | 8.  | A következő generáció (The Next Generation) | 2019. március 8. 2019. március 8. |
| A Sauber csapat ifjú titánja, Charles Leclerc azért küzd, amelyre keresztapjának, a versenybalesetben elhunyt Jules Bianchinak sosem volt lehetősége: hogy szerződést kapjon a Ferrari csapattól. Amikor kiderül, hogy a Red Bull Pierre Gaslyt szerződteti Ricciardo helyére, Raikkönen pedig távozik a Ferraritól, ez komoly lehetőséggé válik. Marcus Ericsson, a Sauber másik pilótája egy versenyzői ülésért hajt, miután elveszíti a sajátját. |     |                                             |                                   |
| 9. | 9.  | Amerikai lobogó (Stars and Stripes)         | 2019. március 8. 2019. március 8. |
| A Haas időközben összeszedte magát, és hazai, amerikai versenyük előtt komoly esélyük van arra, hogy megszerezzék a konstruktőri negyedik helyet. Ehhez a Renault csapatát kell legyőzniük. Grosjean kiesik már a verseny elején, Sainz-ot viszont megbüntetik. Így aztán a két másik pilóta, az egymást nem igazán kedvelő Hülkenberg és Magnussen kell, hogy eldöntsék egymás közt, melyik a jobb csapat. |     |                                             |                                   |
| 10. | 10. | Túl a célvonalon (Crossing the Line)        | 2019. március 8. 2019. március 8. |
| A Red Bull az évadzáró versenyre készül, Ricciardo pedig elbúcsúzik csapatától. Verstappen és Ocon összeakadnak a brazil nagydíjon, amelynek megvannak a maga következményei. Verstappen, aki hátrányból indul, Ricciardót megelőzve lesz végül harmadik. Fernando Alonso bejelenti visszavonulását, a McLaren pedig meg is találja utódját Carlos Sainz személyében. Günther Steiner, Cyril Abiteboul és Christian Horner összegzik tapasztalataikat és a jóslataikat 2019-re nézve. |     |                                             |                                   |

### 2. évad (2020)
| Sor. | Év. | Cím                                            | Premier                             |
| --- | --- | ---------------------------------------------- | ----------------------------------- |
| 11. | 1.  | Kialszanak a lámpák (Lights Out)               | 2020. február 28. 2020. február 28. |
| Elindul a 2019-es szezon. Ricciardo bemutatkozik a Renault csapatánál, Christian Horner pedig bizakodó a Honda-motorok teljesítményét látva. A Haas nem kevesebbet céloz meg, mint a konstruktőri negyedik helyet. Ricciardo már a rajtnál kiesik a hazai versenyén, Grosjean egy rosszul rögzített kerék miatt kell, hogy feladja a futamot, Max Verstappen pedig dobogót szerez a Hondának. |     |                                                |                                     |
| 12. | 2.  | Forráspont (Boiling Point)                     | 2020. február 28. 2020. február 28. |
| A Haas új főszponzort szerez a Rich Energy személyében, de a szezon borzalmasan kezdődik. Ausztriában fogadkoznak, hogy jobbak lesznek, de az ígéretes start után érthetetlen módon visszazuhannak a mezőny végére. A brit verseny után a Rich Energy felmondja a szponzori szerződést. Hogy megtalálják a gondok forrását, Grosjean az ausztrál nagydíjon használt specifikációhoz tér vissza, de nem tudják kiértékelni az adatokat, mert a két Haas-pilóta rövid úton kiüti egymást a versenyből. Günther Steiner alaposan kiosztja őket, Gene Haas pedig a Formula–1-ből kiszálláson gondolkozik. |     |                                                |                                     |
| 13. | 3.  | Kutyaviadal (Dogfight)                         | 2020. február 28. 2020. február 28. |
| Daniel Ricciardo és Carlos Sainz helyzete kerül összehasonlításra. Miközben Ricciardo elég csalódást keltő módon szerepel, Sainz egyre eredményesebb a McLarennél. |     |                                                |                                     |
| 14. | 4.  | Nehéz idők (Dark Days)                         | 2020. február 28. 2020. február 28. |
| Niki Lauda halálával elveszíti a Mercedes és Lewis Hamilton is a mentorát. A német nagydíjon szeretnék megünnepelni 125 évüket az autósportokban és a 200. nagydíjrészvételüket. Ám a verseny rémesen alakul a Mercedes számára. |     |                                                |                                     |
| 15. | 5.  | Szép remények (Great Expectations)             | 2020. február 28. 2020. február 28. |
| A Red Bull egész szépen teljesít a Hondával. Ám míg Verstappen szállítja a jobbnál jobb eredményeket, Gasly csak küszködik. Christian Horner a bizalmáról biztosítja, ám Gasly egyre gyengébben teljesít. Mikor az osztrák nagydíjat Verstappen megnyeri, Gasly pedig eközben kört kap, Horner komolyan elgondolkodik, hogy mást kell szerződtetniük. |     |                                                |                                     |
| 16. | 6.  | Dühöngő bikák (Raging Bulls)                   | 2020. február 28. 2020. február 28. |
| A Red Bull eldönti, hogy Gaslyt lefokozza Toro Rosso-pilótának, a helyére pedig Alex Albont szerződteti. Egyben kijelentik, hogy a két pilóta közül választják ki, ki lesz Verstappen partnere 2020-ban. A belga nagydíjat Albon remekül kezdi, de a versenyen megbüntetik. A hétvégét beárnyékolja a Formula–2 versenyen történt halálos baleset, aminek Anthoine Hubert, Gasly egyik barátja lesz az áldozata. |     |                                                |                                     |
| 17. | 7.  | Minden vörösben úszik (Seeing Red)             | 2020. február 28. 2020. február 28. |
| A Ferrari évek óta próbálja legyőzni a Mercedest, ezidáig sikertelenül. Ebben az évben az sem segít nekik, hogy a négyszeres világbajnok Sebastian Vettel mellé egy szinte újoncot, Charles Leclerc-t szerződteti a csapat, aki egy ifjú titán, és a Ferrari kezdi őt favorizálni. Az olasz nagydíjon Leclerc először nyer több mint tíz év után a csapat hazai pályáján, míg Vettel pontot sem szerez. A rivalizálás folytatódik a csapattársak között a következő futamokon is. Vettel kénytelen beismerni, hogy alábecsülte Leclerc-t. |     |                                                |                                     |
| 18. | 8.  | Székfoglalósdi (Musical Chairs)                | 2020. február 28. 2020. február 28. |
| Nico Hülkenberg egy olyan tehetséges pilóta, aki bár évek óta van a mezőnyben, mégsem ért el még csak dobogót sem. Ricciardo szerződtetése óta érezhetően hátrányba kerül a Renault csapatánál. A német nagydíjon megnyílik előtte a nagy lehetőség, amivel nem tud élni. Mivel a szerződésében van egy teljesítmény-klauzula, aminek nem felelt meg, így a Renault a következő évre Esteban Ocont szerződteti a helyére. |     |                                                |                                     |
| 19. | 9.  | Vér, veríték és könnyek (Blood, Sweat & Tears) | 2020. február 28. 2020. február 28. |
| A Williams csapnivaló idényt zárt 2018-ban, és nem szeretnék ezt megismételni. Claire Williams helyettes csapatfőnök kinevezi Paddy Lowe-t technikai igazgatónak, és két jó pilótát szerződtetnek: a tehetséges újonc George Russell-t, és a ralibalesete miatt félbetört karrierű Robert Kubicát. Csakhogy a gyárban nagyon nehezen mennek a dolgok, főleg pénzügyi okokból, a teszt első két napját ki is kell hagyniuk. Miután Paddy Lowe nem ismeri el a felelősségét a dolgokban, megválnak tőle. A szezon közepén már Russell is arról panaszkodik, hogy a Williams vezethetetlen és annyira nincs meg benne a tempó, hogy nem tud másokkal versenyezni. Claire Williams fogadkozik, hogy visszaszerzi apja csapatának régi dicsőségét. |     |                                                |                                     |
| 20. | 10. | Kockás zászló (Checkered Flag)                 | 2020. február 28. 2020. február 28. |
| A brazil verseny előtt bejelentik, hogy Albon marad a Red Bull versenyzője - eközben Gasly egyre jobban magára talál a Toro Rossónál. A futamon láthatjuk, ahogy Sainz nagyszerűen teljesít. Albon első dobogóját Hamilton veszi el egy versenybaleset miatt, a két Ferrari pedig egymást üti ki. Gasly parádés versennyel, erőből tartja maga mögött Hamiltont és lesz második. Ám Hamiltont a verseny után megbüntetik, így Sainz lesz a harmadik - évek óta az első dobogós helyezése a McLaren csapatnak. Hamilton és a Mercedes újabb világbajnoki címnek örülnek, Hülkenberg búcsút int a Renault-nak, a Haas pedig fogadkozik, hogy 2020-ban erősebben térnek vissza.                                                                  |     |                                                |                                     |

### 3. évad (2021)
| Sor. | Év. | Cím                                                          | Premier                             |
| --- | --- | ------------------------------------------------------------ | ----------------------------------- |
| 21. | 1.  | A pénz beszél (Cash Is King)                                 | 2021. március 19. 2021. március 19. |
| A Racing Point csapata a szezon előtti teszteken leplezi le új autóját, amely a megszólalásig hasonlít a Mercedes előző évi autójára. A mezőny elutazik Ausztráliába az idénynyitó versenyre, amelyet a koronavírus-járvány miatt végül elhalasztanak - teljes a bizonytalanság, hogy mikor indulhat el az év. |     |                                                              |                                     |
| 22. | 2.  | Újra pályán (Back On Track)                                  | 2021. március 19. 2021. március 19. |
| Az első versenyre végül Ausztriában kerül sor. A Mercedes eltökélten érkezik, de a Red Bull szeretne borsot törni az orruk alá. Eközben a McLaren fiatal versenyzője, Lando Norris parádés versenyzéssel megszerzi élete első dobogóját. |     |                                                              |                                     |
| 23. | 3.  | Senki bolondja (Nobody's Fool)                               | 2021. március 19. 2021. március 19. |
| Valtteri Bottas unja már, hogy mindenki másodhegedűsnek tartja, és bántja, hogy a közvélemény is leszólja őt, ezért ég benne a bizonyítási vágy. Az orosz nagydíj időmérőjén szándékosan segít Verstappennek, hogy az második lehessen, mert tudja, hogy azon a pályán a harmadik helyről a legjobb rajtolni. Végül jó versennyel és nem kevés szerencsével meg is nyeri a futamot. |     |                                                              |                                     |
| 24. | 4.  | Beszélnünk kell a Ferrariról (We Need to Talk About Ferrari) | 2021. március 19. 2021. március 19. |
| A Ferrari csapata egész évben látványosan szenved. Itt lenne a remek alkalom, hogy a hazai versenyükön mutassanak valamit, ám a futam katasztrofálisan sikerül. Miközben a soron következő, ezredik Formula–1-es nagydíjukra készülnek, Vettel aláír az Aston Martin csapatához. |     |                                                              |                                     |
| 25. | 5.  | A kapcsolat vége (The End of the Affair)                     | 2021. március 19. 2021. március 19. |
| A Racing Point autója ellen több csapat, köztük elsősorban a Renault, folyamatosan óvást emelnek a Mercedeshez való hasonlóság miatt, ami felbosszantja Lawrence Strollt-t. Ricciardo egyre jobban teljesít a Renault-nál, ám már közben aláírt a McLarenhez, ami bántja Cyril Abiteboul-t. |     |                                                              |                                     |
| 26. | 6.  | A visszatérés (The Comeback Kid)                             | 2021. március 19. 2021. március 19. |
| Pierre Gasly meg akarja mutatni Christian Hornernek, hogy hibázott, amikor lefokozta őt az előző év végén. AZ AlphaTauri fiatal pilótája sikert sikerre halmoz, miközben Albon hasonlóképpen kezd el szenvedni, ahogy ő is az előző évben. A diadalmenet megkoronázása az olasz nagydíjon aratott győzelme lesz. |     |                                                              |                                     |
| 27. | 7.  | Günther döntése (Guenther's Choice)                          | 2021. március 19. 2021. március 19. |
| A Haas pénzügyi gondokkal küszködik, ami a teljesítményükre is kihatással van. Günther Steiner szponzort próbál szerezni, akik jobban elköteleződnének, ha egy német versenyzőt szerződtetnének. Az ifjú tehetség, Mick Schumacher tökéletes választás lenne, ám a rivális Alfa Romeo is meg akarja őt szerezni. Az Eifel nagydíjon Grosjean fájós ujja ellenére is pontot szerez, ahogy Antonio Giovinazzi is. Magnussen nem szerez pontot. Günther Steiner úgy dönt: mindkét pilótájától megválik a csapat, helyükre pedig Mick Schumacher és Nyikita Mazepin érkezik. |     |                                                              |                                     |
| 28. | 8.  | Nem bánom meg (No Regrets)                                   | 2021. március 19. 2021. március 19. |
| A McLaren versenyzőpárosa felbomlik, amikor Carlos Sainz bejelenti, hogy a következő évtől a Ferrarinál versenyez. Mivel addig még egy egész év hátravan, nyilvánvalóvá válik, hogy Lando Norrist fogják favorizálni a csapatnál. Ha ez nem lenne elég, Sainz különféle hibák miatt rengeteg pontot veszít az év elején, majd Olaszországban parádés versenyzéssel a második lesz. |     |                                                              |                                     |
| 29. | 9.  | A tűzben edzett férfi (Man On Fire)                          | 2021. március 19. 2021. március 19. |
| A bahreini hétvége nagyon fontos azok számára, akiknek még nincs szerződésük a következő évre. Ebben a helyzetben van Grosjean, Albon, de a szerződés nélkül maradt Sergio Perez is. Grosjean hatalmas balesetet szenved, amit csodával határos módon túlél. Perez, aki a dobogóért hajt, motorhiba miatt kiesik nem sokkal a vége előtt, Albon viszont életében először dobogóra állhat. Egy héttel később egy újabb bahreini futam következik: Hamilton helyét Russell veszi át a Mercedesnél, Perezt pedig már az első körben versenybaleset éri, ami miatt úgy tűnik, véget ért számára a futam. Mégis, remek versenyzéssel és kis szerencsével futamgyőztes lesz. Az epizód végén az is kiderül, hogy Perezt leszerződtette a következő évre a Red Bull. |     |                                                              |                                     |
| 30. | 10. | A célegyenesben (Down to the Wire)                           | 2021. március 19. 2021. március 19. |
| Az év utolsó versenyére készülve még mindig nem tudni, melyik csapat lesz a konstruktőri harmadik. A Racing Point, a Renault, és a McLaren csatájában végül az utóbbi kerül ki győzedelmesen. A futamon aztán a Red Bull is borsot tör a Mercedes orra alá. |     |                                                              |                                     |

### 4. évad (2022)
| Sor. | Év. | Cím                                          | Premier                             |
| --- | --- | -------------------------------------------- | ----------------------------------- |
| 31. | 1.  | A titánok összecsapása (Clash of the Titans) | 2022. március 11. 2022. március 11. |
| A 2021-es Formula–1-es szezon a Bahreini nagydíjjal kezdődik, ahol a versenyzők apait-anyait beleadnak, hogy elsőként érjenek célba.                           |     |                                              |                                     |
| 32. | 2.  | Az aduász (Ace in the Hole)                  | 2022. március 11. 2022. március 11. |
| Az immár McLaren színeiben versenyző Daniel Ricciardo be akarja bizonyítani, hogy még mindig van benne erő. De csapattársa, Lando Norris nyomást gyakorol rá.  |     |                                              |                                     |
| 33. | 3.  | Fordulópont (Tipping Point)                  | 2022. március 11. 2022. március 11. |
| A Red Bull pilótája, Max Verstappen győzelmek sorát avatja. A Mercedes színeiben induló Lewis Hamilton nem tudja tartani az iramot. Egy baleset vitához vezet. |     |                                              |                                     |
| 34. | 4.  | Megmászni a hegyet (A Mountain to Climb)     | 2022. március 11. 2022. március 11. |
| A Haas csapata új szponzorral és két újonc pilótával, Nikita Mazepinnel és Mick Schumacherrel próbálja megfordítani közelmúltbeli sorsát.                      |     |                                              |                                     |
| 35. | 5.  | Életben maradni (Staying Alive)              | 2022. március 11. 2022. március 11. |
| A McLaren küszködő pilótája, Ricciardo nem adja fel, hanem tövig nyomja a gázt, hogy megnehezítse a Ferrari diadalmenetét az Olasz nagydíjon.                  |     |                                              |                                     |
| 36. | 6.  | Újra bizonyítani (A Point to Prove)          | 2022. március 11. 2022. március 11. |
| A Williams Racing maga mögött akarja hagyni a közelmúltbeli kellemetlenségeket az új vezetőséggel, és vissza akar térni a legnagyobbak közé.                   |     |                                              |                                     |
| 37. | 7.  | A fejlődéssel járó kínok (Growing Pains)     | 2022. március 11. 2022. március 11. |
| Megvan a tehetségük, de bírják-e a nyomást? Cunoda Júki és Esteban Ocon vagy elsüllyed vagy úszni fog az árral a Formula–1 hullámos vizében.                   |     |                                              |                                     |
| 38. | 8.  | Wolff-fal táncoló (Dances With Wolff)        | 2022. március 11. 2022. március 11. |
| Megy a pletykálkodás arról, hogy vajon egy feltörekvő pilóta csatlakozik-e Hamiltonhoz a Mercedes csapatában, ezzel ülés nélkül hagyva Valtteri Bottast.       |     |                                              |                                     |
| 39. | 9.  | Harcra készen (Gloves are Off)               | 2022. március 11. 2022. március 11. |
| Már csak néhány futam van hátra, és a versenyzők, akik minden előnyt ki akarnak használni, hivatalosan is felveszik a kesztyűt.                                |     |                                              |                                     |
| 40. | 10. | Kőkemény verseny (Hard Racing)               | 2022. március 11. 2022. március 11. |
| Egy újabb heves szezon közeledik a végéhez, és a Mercedes és a Red Bull egy generáció talán legnagyobb győztes mindent visz versenyében feszül egymásnak.      |     |                                              |                                     |

### 5. évad (2023)
| Sor. | Év. | Cím                                                   | Premier                             |
| --- | --- | ----------------------------------------------------- | ----------------------------------- |
| 41. | 1.  | Az új hajnal (The New Dawn)                           | 2023. február 24. 2023. február 24. |
| A Bahreinben kezdődő új idénnyel a Ferrari azt reméli, új autóival a csúcsra törhet. A Haas kockázatos döntést hoz egy utolsó pillanatban végrehajtott pilótacserével.              |     |                                                       |                                     |
| 42. | 2.  | Visszatérés (Bounce Back)                             | 2023. február 24. 2023. február 24. |
| A Mercedes csapatfőnöke, Toto Wolff azon dolgozik, hogy leküzdje a csapat váratlanul felmerülő gondjait, Lewis Hamilton pedig döcögős futamon vesz részt a csapat új autójával.     |     |                                                       |                                     |
| 43. | 3.  | Stratégia kérdése (Matter of Principal)               | 2023. február 24. 2023. február 24. |
| A Ferrari pilótái és döntéshozói érzik a várakozásteli nyomást egy sztárokkal teli új eseményen Miamiban, illetve egy sorsfordító futamon a Silverstone-on.                         |     |                                                       |                                     |
| 44. | 4.  | Apa és fia? (Like Father, Like Son?)                  | 2023. február 24. 2023. február 24. |
| A Haas egyre több balesetet és költséget halmoz fel, ahogy a pilóta Mick Schumacher megpróbál felnőni apja versenylegendájához, hogy bebizonyítsa értékét a csapatban.              |     |                                                       |                                     |
| 45. | 5.  | Nem kérek elnézést (Pardon My French)                 | 2023. február 24. 2023. február 24. |
| Otmar Szafnauer erőfeszítései az Alpine átalakításáért meghozzák gyümölcsüket – mígnem a pilótacserék újabb fordulója kérdésessé teszi jövőre vonatkozó terveit.                    |     |                                                       |                                     |
| 46. | 6.  | A jó fiúk utolsónak futnak be (Nice Guys Finish Last) | 2023. február 24. 2023. február 24. |
| Daniel Ricciardo eljövendő kilátásai egyre bizonytalanabbak, amikor a McLaren menedzserei új tehetségre vetnek szemet, az Alpine pedig a legjobb lehetőséget keresi.                |     |                                                       |                                     |
| 47. | 7.  | Pilótaülésben (Hot Seat)                              | 2023. február 24. 2023. február 24. |
| Miközben a Red Bull csapata igyekszik növelni előnyét a Ferrarival szemben, minden szem Sergio „Checo” Pérezre szegeződik a drámai Monacói Nagydíjon.                               |     |                                                       |                                     |
| 48. | 8.  | Alfahím (Alpha Male)                                  | 2023. február 24. 2023. február 24. |
| Amikor Pierre Gasly bejelenti, hogy elhagyja az Alpha Taurit, Cunoda Júki szembenéz egy csapattárs és barát elvesztésével. Felvállalja, hogy készen áll a vezetésre?                |     |                                                       |                                     |
| 49. | 9.  | Kerettúllépés (Over The Limit)                        | 2023. február 24. 2023. február 24. |
| Mindkét bajnoki cím esélyeseként a Red Bull csapatát sorozatos vádak érik, miszerint a bajnokság költési limitének áthágása révén csaltak.                                          |     |                                                       |                                     |
| 50. | 10. | Az út vége (End of the Road)                          | 2023. február 24. 2023. február 24. |
| A 2022-es évad Abu-Dzabiban száguld a végkifejlet felé, ahol a Ferrari próbálja letörni a Mercedes és a McLaren abbéli reményeit, hogy valami csoda folytán megelőzzék az Alpine-t. |     |                                                       |                                     |

### 6. évad (2024)
| Sor. | Év. | Cím                                  | Premier                             |
| --- | --- | ------------------------------------ | ----------------------------------- |
| 51. | 1.  | Pénz beszél (Money Talks)            | 2024. február 23. 2024. február 23. |
| Lawrence Stroll mindent elkövet annak érdekében, hogy az Aston Martin világbajnok legyen. De még el sem kezdődött az új évad, és lehet, hogy az álmai máris szertefoszlanak.  |     |                                      |                                     |
| 52. | 2.  | Kegyvesztés (Fall from Grace)        | 2024. február 23. 2024. február 23. |
| Nagy reményeket fűznek Nyck de Vrieshez, aki először áll rajthoz a Forma–1-ben, ám az egyre növekvő nyomás miatt nehezen tud lépést tartani.                                  |     |                                      |                                     |
| 53. | 3.  | Nyomás alatt (Under Pressure)        | 2024. február 23. 2024. február 23. |
| A McLarennek van mit bizonyítania az előző idény után. A sztárpilóta Lando Norrist ismét cserben hagyja az autója, így számba veszi lehetőségeit.                             |     |                                      |                                     |
| 54. | 4.  | Az utolsó fejezet (The Last Chapter) | 2024. február 23. 2024. február 23. |
| Nagy csata dúl a színfalak mögött a Haas és a Williams között. Miközben az egyik csapat hagyományhű, a másik kész újítani és vakmerő lépéseket tenni.                         |     |                                      |                                     |
| 55. | 5.  | Polgárháború (Civil War)             | 2024. február 23. 2024. február 23. |
| Az Alpine csapatában versenyző Esteban Ocon és Pierre Gasly gyerekkoruk óta versengenek egymással. Vajon képesek felülemelkedni a rivalizálásukon a csapat érdekében?         |     |                                      |                                     |
| 56. | 6.  | Bizalompróba (Leap of Faith)         | 2024. február 23. 2024. február 23. |
| Lewis Hamilton 13 éven át hűséges maradt a Mercedeshez. Azonban a győzelem mindenek felett – hosszabbításra váró szerződése kapcsán kemény döntést kell hoznia.               |     |                                      |                                     |
| 57. | 7.  | Ilyen az élet (C’est la Vie)         | 2024. február 23. 2024. február 23. |
| Egy hollywoodi sztároktól érkező befektetés nagy nyomást helyez az Alpine menedzsmentjére. A frusztrált pilóták és a lelombozó eredmények miatt változás szükségeltetik.      |     |                                      |                                     |
| 58. | 8.  | Hajrá, Ferrari! (Forza Ferrari)      | 2024. február 23. 2024. február 23. |
| Olaszországban a Ferrari igazi vallás. A csapat Monzába érkezik, és minden szempár az új csapatfőnökre, Fred Vasseurre szegeződik, neki kell beteljesítenie a rajongók álmát. |     |                                      |                                     |
| 59. | 9.  | Három már sok (Three's a Crowd)      | 2024. február 23. 2024. február 23. |
| Daniel Ricciardo végre visszatér a pályára. Azonban amikor egy baleset miatt ismét ki kell hagynia a versenyt, kevés tapasztalattal rendelkező csere ugrik be a helyére.      |     |                                      |                                     |
| 60. | 10. | Vörös vagy fekete (Red or Black)     | 2024. február 23. 2024. február 23. |
| A szezon a végéhez közeledik. A győztes már biztos, a rivális Mercedes és a Ferrari pedig ádáz csatát vív a második helyért.                                                  |     |                                      |                                     |

### 7. évad (2025)
| Sor. | Év. | Cím                                             | Premier                           |
| --- | --- | ----------------------------------------------- | --------------------------------- |
| 61. | 1.  | Minden a régiben (Business As Usual)            | 2025. március 7. 2025. március 7. |
| Az évad még el sem kezdődött, a dráma viszont már igen. Lewis Hamilton drasztikus döntést hoz, amit majdnem beárnyékol egy megdöbbentő vád.                                    |     |                                                 |                                   |
| 62. | 2.  | Rivális barátok (Frenemies)                     | 2025. március 7. 2025. március 7. |
| Lando Norris világéletében második volt Max Verstappen mögött. Idén vajon képes legyűrni a barátját, hogy eséllyel pályázzon a bajnoki címre?                                  |     |                                                 |                                   |
| 63. | 3.  | A legfontosabb ember (Looking Out For Number 1) | 2025. március 7. 2025. március 7. |
| Lewis Hamilton nélkül a Mercedesnek új pilóta kell 2025-re. George Russell úgy véli, készen áll, hogy az első számú pilóta legyen, de vajon ezzel Toto Wolff is egyetért?      |     |                                                 |                                   |
| 64. | 4.  | Carlos dilemmája (Carlos Signs)                 | 2025. március 7. 2025. március 7. |
| A Ferraritól kiesett Carlos Sainznak nagy döntést kell meghoznia a következő évadra. Miközben két csapat is verseng a figyelméért, felkeresi őt egy régi barát.                |     |                                                 |                                   |
| 65. | 5.  | Leclerc átka (Le Curse of Leclerc)              | 2025. március 7. 2025. március 7. |
| A Monacói Nagydíjon minden szem Charles Leclerc-re szegeződik. Az országa által táplált remények okozta nyomás egyre nagyobb súllyal nehezedik a vállára.                      |     |                                                 |                                   |
| 66. | 6.  | Szerencsekerekek (Wheels Of Fortune)            | 2025. március 7. 2025. március 7. |
| A McLaren karnyújtásnyira van a konstruktőri világbajnoki címtől. A kocsi jól teljesít, a pilóták remekelnek, ám a taktikájuk hátráltathatja őket.                             |     |                                                 |                                   |
| 67. | 7.  | Az éjszaka hevében (In The Heat Of The Night)   | 2025. március 7. 2025. március 7. |
| A Forma–1 öt leghíresebb pilótája, akik jó barátok is egyben filmre veszi színfalak mögötti élményeit a brutális szingapúri nagydíjon.                                         |     |                                                 |                                   |
| 68. | 8.  | Harc nélkül nem megy (Elbows Out)               | 2025. március 7. 2025. március 7. |
| A rekord 2023-as év után a Red Bullnak nem lesz könnyű tartani az iramot. Mivel az egyik pilóta lelassítja a csapatot, a veteránok és az újoncok egyaránt a helyére pályáznak. |     |                                                 |                                   |
| 69. | 9.  | Új vezetés alatt (Under New Management)         | 2025. március 7. 2025. március 7. |
| A Haasnak új csapatfőnöke van. Az Alpine a sportág egyik legendás alakjának visszatérését ünnepli. A kettőjük között dúló csatában több millió dollár a tét.                   |     |                                                 |                                   |
| 70. | 10. | Végjáték (End Game)                             | 2025. március 7. 2025. március 7. |
| Ahogy a szezon a csúcspontjához közeledik, késhegyig menő küzdelem zajlik a győzelemért. Vajon a McLarennek van esélye a Ferrari és a Red Bull ellen?                          |     |                                                 |                                   |